# Jorge Enrique Serpa Pérez
Jorge Enrique Serpa Pérez (ur. 16 marca 1942 w Cienfuegos) – kubański duchowny rzymskokatolicki, w latach 2007–2019 biskup Pinar del Rio.

## Życiorys
Święcenia kapłańskie przyjął 14 lipca 1968 i został inkardynowany do archidiecezji San Cristobal de la Habana. Z racji sytuacji politycznej na Kubie pracował duszpastersko w archidiecezji Bogoty. W 1999 powrócił do kraju i rok później został wikariuszem biskupim dla wschodniej części archidiecezji hawańskiej, zaś w latach 2004-2005 odpowiadał za centrum Hawany. W 2003 objął funkcję rektora stołecznego seminarium.
13 grudnia 2006 został mianowany biskupem Pinar del Rio. Sakry biskupiej udzielił mu 13 stycznia 2007 kard. Jaime Ortega, metropolita Hawany.
5 czerwca 2019 przeszedł na emeryturę.